# ال پاوخیل
ال پاوخیل (انگلیسی: El Paujil) نام شهری در کشور کلمبیا است.